# Landen
 (septembre 2011).
Si vous disposez d'ouvrages ou d'articles de référence ou si vous connaissez des sites web de qualité traitant du thème abordé ici, merci de compléter l'article en donnant les références utiles à sa vérifiabilité et en les liant à la section « Notes et références ».
Pour les articles homonymes, voir Landen (homonymie).
Landen est une ville néerlandophone de Belgique située en Région flamande dans la province du Brabant flamand. Sa proximité avec la frontière linguistique et des axes routiers et ferroviaires lui confèrent la particularité d’une présence francophone estimée entre 15 et 20% de sa population sans toutefois aucun statut de minorité officiellement reconnue.

## Sections de commune
| #  | Nom              | Superf. (km²). | Habitants (2020). | Habitants par km² | Code INS |
| -- | ---------------- | -------------- | ----------------- | ----------------- | -------- |
| 1  | Landen           | 7,89           | 7.063             | 896               | 24059A   |
| 2  | Attenhoven       | 5,26           | 1.807             | 344               | 24059K   |
| 3  | Eliksem          | 1,74           | 353               | 203               | 24059F   |
| 4  | Ezemaal          | 3,36           | 471               | 140               | 24059G   |
| 5  | Laar             | 3,03           | 429               | 142               | 24059H   |
| 6  | Neerlanden       | 3,68           | 373               | 101               | 24059L   |
| 7  | Neerwinden       | 4,61           | 1.173             | 254               | 24059D   |
| 8  | Overwinden       | 4,09           | 567               | 139               | 24059J   |
| 9  | Rumsdorp         | 1,64           | 201               | 123               | 24059B   |
| 10 | Wamont           | 3,91           | 1.122             | 287               | 24059C2  |
| 11 | Walsbets         | 2,17           | 440               | 203               | 24059C3  |
| 12 | Houtain-l'Évêque | 6,86           | 1.577             | 230               | 24059C0  |
| 13 | Wange            | 2,93           | 270               | 92                | 24059E   |
| 14 | Wezeren          | 2,14           | 250               | 117               | 24059C1  |

## Histoire
Landen est, avec Liège, le pays d'origine des Carolingiens, et du premier d'entre eux, Pépin de Landen qui y fut enterré. Le village de Neerwinden a été à 100 ans d'intervalle le lieu de deux batailles décisives.
Le 1er décembre 1963, le canton de Landen fut transféré de la province de Liège à la province de Brabant.

## Héraldique
|  | La commune possède des armoiries qui lui ont été octroyées le 22 février 1936 et augmentées le 10 décembre 1986. Elles sont inspirées de la plus ancienne image en couleur connue d'un manuscrit datant de 1529. L'origine du lion n'est pas claire. La ville utilisa au XIIIe siècle deux sceaux différents, l'un avec le lion du Brabant, l'autre avec le lion du Limbourg. Un sceau du XVe siècle a également montré un lion, à double queue, donc probablement le lion du Limbourg. On ignore pourquoi les couleurs ont été changées en 1529, le lion de Limbourg étant rouge sur un champ d'argent. En 1936, la ville reçut également un sceau officiel basé sur le sceau historique de la fin du XVe siècle. Il montre les armoiries et un document indiquant que Landen, qui a été détruit au XVe siècle, a été restauré dans ses droits historiques. Les arbres sont probablement juste pour la décoration. Blasonnement : D'argent au lion de sable à la queue fourchée passée en sautoir, armé et lampassé de gueules. L'écu timbré d'un avant-bras habillé tenant une charte, le tout d'or et soutenu par deux arbres au naturel, le tout terrassé sur du gazon. - Délibération communale : 20 décembre 1985 - Arrêté de l'exécutif de la communauté : 10 décembre 1986 - Moniteur belge : 3 décembre 1987 Source du blasonnement : Heraldy of the World. |

## Démographie

### Démographie: Avant la fusion des communes
- Source: DGS recensements population

### Démographie: Commune fusionnée
Graphe de l'évolution de la population de la commune (la commune de Landen étant née de la fusion des anciennes communes de Landen, de Eliksem, de Ezemaal, de Laar, de Neerwinden, de Overwinden, de Rumsdorp, de Wange, de Wamont, de Walsbets, de Houtain-l'Évêque, de Wezeren, de Attenhoven et de Neerlanden, les données ci-après intègrent les quatorze communes dans les données avant 1977).
Les chiffres des années 1831 à 1970 tiennent compte des chiffres des anciennes communes fusionnées.
- Source: DGS , de 1831 à 1981=recensements population; à partir de 1990 = nombre d'habitants chaque 1 janvier[3]

## Toponymie
Landen (1080), Landenes (1116), Landinis (1132), Lenden (1151)

## Personnalité
- Sainte Gertrude de Nivelles est née à Landen.

## Lieux et monuments
- Tumulus de Pépin de Landen
- Église Saint-Amand de Wezeren
- Église Saint-Jean-Baptiste de Walsbets

## Sport et loisirs
Le parc aquatique Plopsaqua Hannut-Landen se situe sur la commune limitrophe de Hannut.